# Iziasław Balasinski
Iziasław Gienrichowicz Balasinski (ros. Изяслав Генрихович Балясинский, ur. 2 września 1921 w Woroneżu, zm. 3 lutego 2014 w Moskwie) – radziecki działacz partyjny i państwowy.
W latach 1940–1946 żołnierz Armii Czerwonej, od 1943 członek WKP(b), 1946-1951 studiował na Wydziale Agronomicznym Kubańskiego Instytutu Rolniczego. Po ukończeniu studiów był agronomem i starszym agronomem sowchozu w Kraju Krasnodarskim, 1953-1954 kierował Wydziałem Rolnym Kurganińskiego Komitetu Rejonowego KPZR, 1954-1955 był II sekretarzem, a 1955-1956 I sekretarzem tego komitetu. Od grudnia 1956 do 1957 zastępca kierownika, a od 1957 do grudnia 1959 kierownik Wydziału Rolnego Krasnodarskiego Komitetu Krajowego KPZR, od grudnia 1959 do marca 1961 zastępca przewodniczącego Komitetu Wykonawczego Krasnodarskiej Rady Krajowej. Od marca do września 1961 instruktor Wydziału Rolnego KC KPZR ds. RFSRR, od 23 października 1961 do stycznia 1963 II sekretarz Komitetu Obwodowego KPZR w Kujbyszewie (obecnie Samara), od 5 stycznia 1963 do 14 grudnia 1964 I sekretarz Kujbyszewskiego Wiejskiego Komitetu Obwodowego KPZR. Od 15 grudnia 1964 do 19 listopada 1965 przewodniczący Komitetu Wykonawczego Kujbyszewskiej Rady Obwodowej, 1965-1966 wiceminister gospodarki rolnej ZSRR, od marca 1966 do 1969 I zastępca przewodniczącego Państwowego Komitetu Zapasów ZSRR, 1969-1977 I zastępca ministra zapasów ZSRR, 1977-1988 pracownik dyplomacji, następnie na emeryturze. Deputowany do Rady Najwyższej ZSRR.

## Odznaczenia
- Order Lenina
- Order Czerwonego Sztandaru Pracy (trzykrotnie)
- Order Wojny Ojczyźnianej II klasy
- Order Przyjaźni Narodów
- Medal 100-lecia urodzin Lenina